# Hensel Phelps Construction
Hensel Phelps Construction Co. er en medarbejder-ejet amerikansk entreprenør-, bygge- og anlægsvirksomhed. De har ca. 3.000 ansatte og omsætter for 5,9 mia. US $.
Virksomheden blev etableret i 1937 i Greeley, Colorado.